# 본진
본진(本震, main shock)는 특정 지역에서 연속한 지진이 일어날 시, 지진 중 규모가 가장 컸던 지진을 의미한다. 전진 및 여진과 함께 사용하는 용어이며 '일련의 지진'이라는 용어는 전진, 본진, 여진을 한꺼번에 묶어 말한다.
지진학계에서는 눈에 띄는 전진 활동이 있는 경우를 제외하고 처음에 일어난 가장 큰 지진을 '본진'이라 하고, 이후 일어나는 작은 규모의 지진을 '여진'이라고 부른다. 일련의 지진 중 처음 일어난 지진이 규모가 제일 큰 경우의 지진을 '본진-여진형 지진'이라 부른다. 하지만 큰 지진이 일어난 직후 일어나는 일련의 지진 활동이 '본진-여진형 지진'인지 확인하는 것은 매우 어렵다.

## 본진을 특정하기 어려운 지진
일반적으로 일련의 지진 중 규모가 가장 큰 본진이라고 할 수 있는 지진이 존재하나, 이중지진과 같이 같은 규모의 지진이 여러 번 발생하는 지진도 있다. 지진학적으로는 본진이 여러 개 있다고 생각하거나 큰 규모의 본진, 여진이 일어났다고 생각하는 등 두 가지로 나뉜다.
대표적으로 본진을 하나로 말하기 어려운 지진은 다음과 같다.
- 2004년 기이반도 동남쪽 해역 지진: 9월 5일 M7.2의 지진이 발생했으며, 약 5시간 후 M7.4의 지진이 발생했다.
- 2004년 니가타현 주에쓰 지진: 10월 23일 M6.8의 지진이 발생한 같은 날 M6.3, M6.5의 지진이 발생했으며 10월 27일에는 M6.1의 지진이 발생했다.

## 방재상 표현의 문제점
2016년 일본에서 발생한 구마모토 지진의 경우 4월 14일 발생한 1차 강진(M6.5)를 본진이라고 간주해 여진 발생 확률을 발표했지만 실제로는 4월 16일 이보다 더 큰 규모 M7.3의 지진이 발생해 시간이 지나면서 오히러 지진 활동 영역이 더 커지는 문제가 발생했다.
2016년 구마모토 지진의 "여진 전망에 대한 정보"에서는 다음의 문제점이 지적되었다.
1. 내륙 지각 내부에서 일어나는 규모 M6.4 이상의 지진은 기존의 본진-여진형 지진(일련의 지진군에서 가장 먼저 발생한 지진이 가장 큰 규모의 지진인 형태)에 대한 여진 확률 평가 방법(1988년 지진조사위원회)의 판단조건이 항상 맞지는 않는다는 점.[3]
2. '여진'이라는 용어는 정보 수용자에게 첫 번째 지진보다 더 큰 규모의 지진이나 강한 흔들림이 올수 있지 않다고 오해를 줄 수 있다는 점.[3]
3. 여진 확률값이 일반인의 감각으로는 매우 낮은 확률로 해석되어 안심해도 괜찮다는 정보도 오인할 수 있다는 점.[3]

위의 이유로 2016년 8월부터 일본 지진조사연구추진본부 지진조사위원회의 "대지진 이후 지진활동전망에 대한 정보의 방향"이라는 보고서에서는 대지진 발생 이후에는 그보다 더 큰 규모의 지진이 발생할 가능성도 있고 이를 확실히 예측할 수 없기 때문다고 보았다. 이 때문에 지진 활동의 주의를 환기하기 위해서는 더 큰 규모의 지진에 대비하기 위해 '본진'이라는 용어 대신 그냥 '지진'이라는 용어를 사용하기로 결정했다.

## 같이 보기
- 전진 및 여진